# Valère Nka
Valère Nka est un général camerounais. Général d'armée, il commande l'armée camerounaise pendant l'insurrection de Boko Haram et la crise anglophone au Cameroun. Il est également attaché de défense au Nigeria.

## Carrière militaire

### Insurrection de Boko Haram
En février 2017, Valère Nka est nommé chef de la 4e région militaire interarmées chargée de lutter contre le groupe djihadiste Boko Haram. Cette nomination intervient après la mort du général Jacob Kodji, dans un accident d'hélicoptère. Valère Nka est déjà impliqué dans la lutte contre le groupe depuis un certain temps, et avait été commandant en second de la Force multinationale mixte (FMM),.

### Crise anglophone au Cameroun
Après son remplacement dans la région du Nord du Cameroun, Valère Nka est déployé dans la région du Nord-Ouest pour coordonner la lutte contre les groupes séparatistes. En janvier 2020, il menace d'assassiner plusieurs commandants séparatistes de premier plan s'ils ne se rendaient pas ; cet ultimatum est suivi de peu par la capture et l'assassinat du « général Chacha » des Forces de restauration du Cameroun méridional (FRCM).